# Opioidentzug
Ein Opioidentzug (auch: Entziehung; Entgiftung: engl. withdrawal; detoxification) ist das abrupte oder schleichende Absetzen von Opioiden und Opiaten, das als Kalter Entzug alleine bzw. ohne ärztlichen Beistand oder mit ärztlicher Hilfe im ambulanten oder stationären Bereich erfolgt. Eine Entgiftung kann als erfolgreich bezeichnet werden, wenn die belastenden Entzugssymptome vollständig oder großteils abgeklungen sind und Opioide im Urin nicht mehr nachweisbar sind. Ob oder wann es zu einem Rückfall kommt, ist anhand dieser Definition zweitrangig. Der alleinige Opioidentzug ohne weitergehende Maßnahmen ist keine Therapie einer Abhängigkeit von Opioiden.
Der Rückfall nach einem stationären Entzug ist (durch die jetzt erniedrigte Toleranzabsenkung) mit einem erhöhten Risiko für eine tödliche Überdosierung verbunden. Der Entzug soll deshalb zur Stabilisierung mit einer längeren Phase der psychosozialen Betreuung begleitet werden, um einen Rückfall zu vermeiden oder zu verzögern bzw. um die unerwünschten Folgen eines neuerlichen Substanzgebrauchs im Sinne der Schadensminimierung (harm minimization) zu begrenzen. So wird die Tatsache, dass mit Methadon substituierte Abhängige gegenüber mit Dihydrocodein (bzw. Codein) Substituierten und Heroinabhängigen ohne Substitution eine höhere Rate an erfolgreichen Entzügen aufwiesen, mit der vorangegangenen strukturierten Begleitung im Methadonprogramm als unabhängigem Erfolgsparameter erklärt.

## Indikationen
Laut Behandlungsleitlinien der medizinischen Fachgesellschaften ist eine suchtmedizinische Akutbehandlung bei abhängigem illegalem Opiatkonsum angezeigt. Ist die Motivation seitens der betroffenen Person für diese Behandlungsform aktuell nicht gegeben, so sind andere schadensbegrenzende Maßnahmen anzubieten.

## Methoden
Neben dem kalten Entzug in Eigenregie des Patienten gibt es verschiedene „qualifizierte“ Methoden der Entgiftung:
- den medikamentenfreien Entzug (ebenfalls als „kalter Entzug“ bezeichnet),
- die medikamentengestützte Entgiftung,
- die opioidgestützte Entgiftung („warmer Entzug“),
- die forcierte Entgiftung (unter starker Sedierung bzw. unter Narkose).

### Medikamentengestützte Entgiftung
Als symptomatische Behandlung wird ein Benzodiazepin wie Diazepam gegen Angst, Unruhe und Substanzverlangen, ein Mittel zur Schlafinduktion wie Zopiclon oder Zolpidem, ein an der glatten Muskulatur krampflösendes Mittel (in der Regel Butylscopolaminbromid) gegen Bauchkrämpfe und Loperamid gegen Diarrhoe für eine definierte Zeit in definierten Mengen eingesetzt, wobei die Wirkweisen der einzelnen Medikamente und die Vorgehensweise mit dem Patienten besprochen werden sollen.
α2-Sympathomimetika mildern die Beschwerden bei Opioidentzug zusätzlich, wobei Lofexidin (Handelsname: Lucemyra; Hersteller: USWorldMeds; bisher nur in den USA zugelassen) eine geringere blutdrucksenkende Wirkung als Clonidin aufweist.
Clonidin und Lofexidin wirken auf das noradrenerge System und einige Entzugssymptome werden durch dessen Überaktivierung verursacht. Im Besonderen sind dies eine rinnende Nase und rinnende Augen, Schwitzen, Schüttelfrost und Gänsehaut sowie Durchfall.

### Opioidgestützte Entgiftung
In den USA und Großbritannien wird vor allem Methadon zum Opioidentzug eingesetzt. Bei einer 21-tägigen stationären Entgiftung mit Methadon kommt es zu einem prolongierten Entzugssyndrom, das unabhängig von der eingenommenen Dosis erst circa sechs Wochen nach Beginn der Entgiftung abgeklungen ist. Eine zehntägige stationäre Entgiftung zeigt ähnliche Ergebnisse. Patienten mit vermehrten Erwartungsängsten und Neurotisierung zu Behandlungsbeginn weisen schwerwiegendere, Patienten mit guter Aufklärung über den zu erwartenden Verlauf mildere Entzugssymptome auf.
Ein Entzug mit Buprenorphin dürfte mildere Entzugssymptome mit sich führen und ist vor allem angezeigt, wenn in der Folge Naltrexon zur Verhinderung eines Rückfalls verordnet wird. Bei Patienten mit einer kurzen Vorgeschichte und niedrigerem Heroinkonsum kann Dihydrocodein zum Einsatz kommen.

## Beendigung eines Substitutionsprogramms
Vincent P. Dole, als einer der Begründer des methadongestützten Substitutionsprogrammes, ging so weit zu behaupten, dass jeder Entzug von Methadon (bei Langzeitabhängigen im Substitutionsprogramm) ein Experiment mit dem Leben des Patienten sei, und meinte damit, dass ein Substitutionsprogramm so lange fortgesetzt werden solle, wie es der Patient wünsche. Eine aufgezwungene sofortige Beendigung einer Substitutionsbehandlung (aus unterschiedlichsten Gründen) entspricht einem „kalten“ Entzug; dieser „ist körperlich und psychisch sehr belastend, birgt hohe Risiken und Gefährdungen in sich und ist obsolet, da die Rückfallgefahr und aufgrund einer erniedrigten Opioidtoleranz die lebensbedrohende Überdosierungsgefahr sehr hoch ist.“ Da obsolet, kann diese Vorgehensweise auch als Behandlungsfehler betrachtet werden. Somit soll die Beendigung der Behandlung schrittweise und im Einvernehmen mit dem Patienten erfolgen.

## Wirksamkeit der Opiatentzugsbehandlung
Während bei einem selbstständig durchgeführten Entzug von Heroin eine Erfolgsrate (im Sinne des Erreichens eines opiatfreien Zustands) im Bereich 24 % geschätzt wurde, beträgt diese Rate bei stationären Behandlungen im Schnitt das zwei- bis dreifache. Außerdem wird davon ausgegangen, dass die Erfolgsrate eines kalten Entzugs viel kleiner ist im Vergleich zu einem warmen Entzug.
Ein vollständiger Opiatentzug allein wird allerdings in der Regel nicht als ausreichend zur Erreichung anhaltender Abstinenz betrachtet. Schließt sich dem Opiatentzug keine „Postakutbehandlung“ an (wie beispielsweise eine stationäre Langzeittherapie oder eine ambulante Behandlung unter Einsatz des Opiatantagonisten Naltrexon), so besteht ein erhebliches Risiko für eine baldige Wiederaufnahme des Opiatkonsums.

## Geschichte
Die Frage, wie und wie schnell Entzüge von Opioiden, damals noch von Morphin, durchgeführt werden sollten, wurde schon im 19. Jahrhundert ähnlich widersprüchlich diskutiert.
Nach Scheffczyk (zitiert in der Dissertation von Steinat) wurde die „plötzliche Entziehung“ von Levinstein 1875 eingeführt, die allmähliche Entziehung von Burkart seit 1877 vertreten, die sogenannte „schnelle Entziehung“ von Adolph Erlenmeyer in seiner Monographie von 1887 erläutert. Erlenmeyer bezeichnet die allmähliche Abgewöhnung als die älteste der verschiedenen Entziehungsmethoden, die darin besteht, dass „die zuzuführende Morphiumdosis täglich um ein geringes Teil vermindert wird. Diese Verminderung pflegt sich zu richten nach den Abstinenz-Erscheinungen, die der Kranke darbietet. Je unangenehmer und stärker ausgeprägt diese sind, desto kleiner ist die Verringerung und desto länger zieht sich die ganze Cur hin. Der Kranke wird dabei nicht überwacht, kann vielmehr sein äußeres Leben nach Belieben einrichten.“ Erlenmeyer zögert „keinen Augenblick mit dem Eingeständnis, dass ein großer Theil“ seiner morphiumsüchtigen Kranken, ihn unter dieser Behandlung hintergangen habe. Daneben erwähnt er aber auch als weiteren erheblichen Nachteil die zeitliche Verlängerung der Abstinenzerscheinungen: Gerade „durch die lange Dauer wird der Kranke in traurigster Weise maltraitirt, werden seine Kräfte erheblich consumirt.“
Laut Erlenmeyer kann die plötzliche Entziehung nach Levinstein in vier bis sechs Tagen durchgeführt werden, wobei eine gewisse Bildung des Personals unbedingt „erforderlich sei, weil solche den aufgeregten Kranken einen bedeutsamen Rückhalt und eine große Unterstützung gewähre und sie davor hüte, sich in maassloser Weise gehen zu lassen.“
Erlenmeyer selbst ändert diese Entziehungsmethode dahingehend ab, als er sie individualisiert und das Ausmaß und die Dauer des Morphiumkonsums, die Anzahl der vorangegangenen Entziehungskuren und den Kräftezustand des Patienten in seine Überlegungen mit einbezieht. In der Regel entzieht er zuerst die Hälfte der bislang zugeführten Dosis sofort und wiederholt diese Verminderung um die Hälfte noch ein- oder zweimal während der Kur. Die erste Halbierung der Dosis werde deshalb meist gut ausgehalten, weil die „Arbeitsdosis“, die die meisten Morphinisten benötigen, um arbeitsfähig zu sein, von diesen oft überschritten werde, was er als „Luxusdosis“ bezeichnet. Mit dieser Methode ohne starre Regeln entzieht er in sechs bis zwölf Tagen. Damit würden die ausgeprägteren Symptome im Vergleich zum allmählichen Entzug durch die wesentlich kürzere Zeitdauer mehr als ausgeglichen und werde die Behandlung von den Patienten entsprechend geschätzt.
Im Sanatorium Bellevue wurden Morphinisten Ende des 19. Jahrhunderts teils mit Kokain im Sinne einer damals noch medikamentengestützten Entgiftung, teils ausschleichend mit Morphium selbst entzogen.
Ernst Speer, der sich entschieden gegen den (durch den ungeheuerlichen Schock) „erzieherisch außerordentlich wirksamen“ kalten Entzug auf einer geschlossenen Abteilung wandte und diesen als unnötig und grausam bezeichnete, setzte 1919 im Auftrag seines damaligen Chefs Hans Berger  den Entzug im Dämmerschlaf mit Luminal und Scopolamin auf einer offenen Abteilung ein. Diesem Entzug hatte sich allerdings eine Psychotherapie anzuschließen. Speer blieb bei dieser Methode bis 1936 und beanspruchte für sich eine Erfolgsquote von hundert Prozent – Erfolg auch hier wieder: abgeschlossene stationäre Entgiftung. Der deutsche Psychiater Paul Honekamp erprobte zur Entgiftung der infolge des Ersten Weltkriegs im Deutschen Reich stark gestiegene Zahl von Morphinisten das von Richard Bumm 1927 entwickelte Narkotikum Pernocton und das giftbindende (auch in den 1950er Jahren noch zur „Umstimmung und Entgiftung“) angebotene) Detoxin, welches in den dreißiger Jahren zu einer weit verbreiteten Methode des Entzugs wurde. Dass ein alleiniger Entzug sinnlos war, erkannte aber auch Speer. Zu seinem Entzugsprogramm gehörte somit die psychotherapeutische Nachbehandlung zur Sicherstellung des Erfolgs, auf die großer Wert gelegt wurde. Erfolgversprechend war diese Behandlung allerdings nur bei Neurotikern. Die „Haltlosen“ und somit Entarteten hatten keine Aussicht auf Heilung und wurden als „Unerziehbare“ gesehen. 1949 bezeichnete Speer die allmähliche Entziehung früherer Zeiten als einen Kunstfehler und groben Unfug. 1961 meinte er allerdings: Es gibt „keine wirklichen Heilungen von der Sucht. Das, was gelegentlich so aussieht, hat in der Regel keinen Dauerbestand.“